# Icy Diamond
Beverly Ruby, dite Icy Diamond, née le 11 mai 2000 à Dole dans le Jura, est une influenceuse, militante, artiste plasticienne, autrice, modèle, réalisatrice, productrice et ex-actrice pornographique transgenre française.
Elle grandit et suit sa scolarité en Franche-Comté jusqu'en 2016, avant de s’installer à Paris en 2017, où elle vit, travaille et fait ses études.

## Biographie

### Jeunesse et parcours
Son enfance doloise est marquée par la maltraitance de ses parents, raison pour laquelle elle vit entre foyer et famille d'accueil jusqu'à ses 17 ans. Durant son adolescence, Beverly Ruby subit harcèlement scolaire, homophobie, transphobie et violences physiques et sexuelles. Son parcours de vie la conduit sur le terrain du militantisme politique, par un engagement en faveur de l'égalité entre les genres, des droits humains, en particulier des personnes LGBTQIA+ et des travailleuses du sexe. Présente dans les manifestations et sur les réseaux sociaux, elle joue de son image pour interpeller au sujet de ces causes, comme lors de son passage à l'émission Touche Pas à mon Poste! (TPMP) sur C8, ou à l'Hôtel de Ville de Paris. 

### Carrière d'actrice pornographique
Elle commence sa carrière d'actrice pornographique en 2019. Elle est nommée dans plusieurs catégories lors de cérémonies et récompensée à plusieurs reprises. En 2020, elle reçoit l'award de la catégorie "Best francophone model" des Ero Awards[source secondaire souhaitée] et en 2021 l'award dans la catégorie "Best Tube Trans" aux mêmes Ero Awards[source secondaire souhaitée]. La même année, Icy Diamond est nommée dans la catégorie "Best Non US Performer" aux Transgender Erotica Awards (The TEA Show)[source secondaire souhaitée]. L'année 2023 voit sa double nomination dans la catégorie "Best Non US Performer" aux XBIZ Awards[source secondaire souhaitée] et dans la catégorie "Best Non US Performer" lors des Transgender Erotica Awards (The TEA Show)[source secondaire souhaitée]. En avril 2024, elle annonce au cours d'une interview faite sur la chaîne YouTube OHO Live qu'elle met fin à sa carrière de travailleuse du sexe. "J'ai fait mon temps, j'ai perdu la passion que j'avais".

### Réalisation et production
En 2021, Icy Diamond produit et réalise son premier film pornographique, La bite au chocolat de beau papa. Il est sélectionné à la première édition du Brussels Porn Film Festival en 2022. Le film fait aussi partie des Sélections Officielles lors des festivals suivants:  
- Homografia festival 2022[12][source secondaire souhaitée] ;
- Hot Bits Film Fest 2023[13][source secondaire souhaitée] ;
- Athens Porn Film Festival 2023[14][source secondaire souhaitée] ;
- Festival PORN SUR MARS 2023[15][source secondaire souhaitée].

### Collaborations artistiques

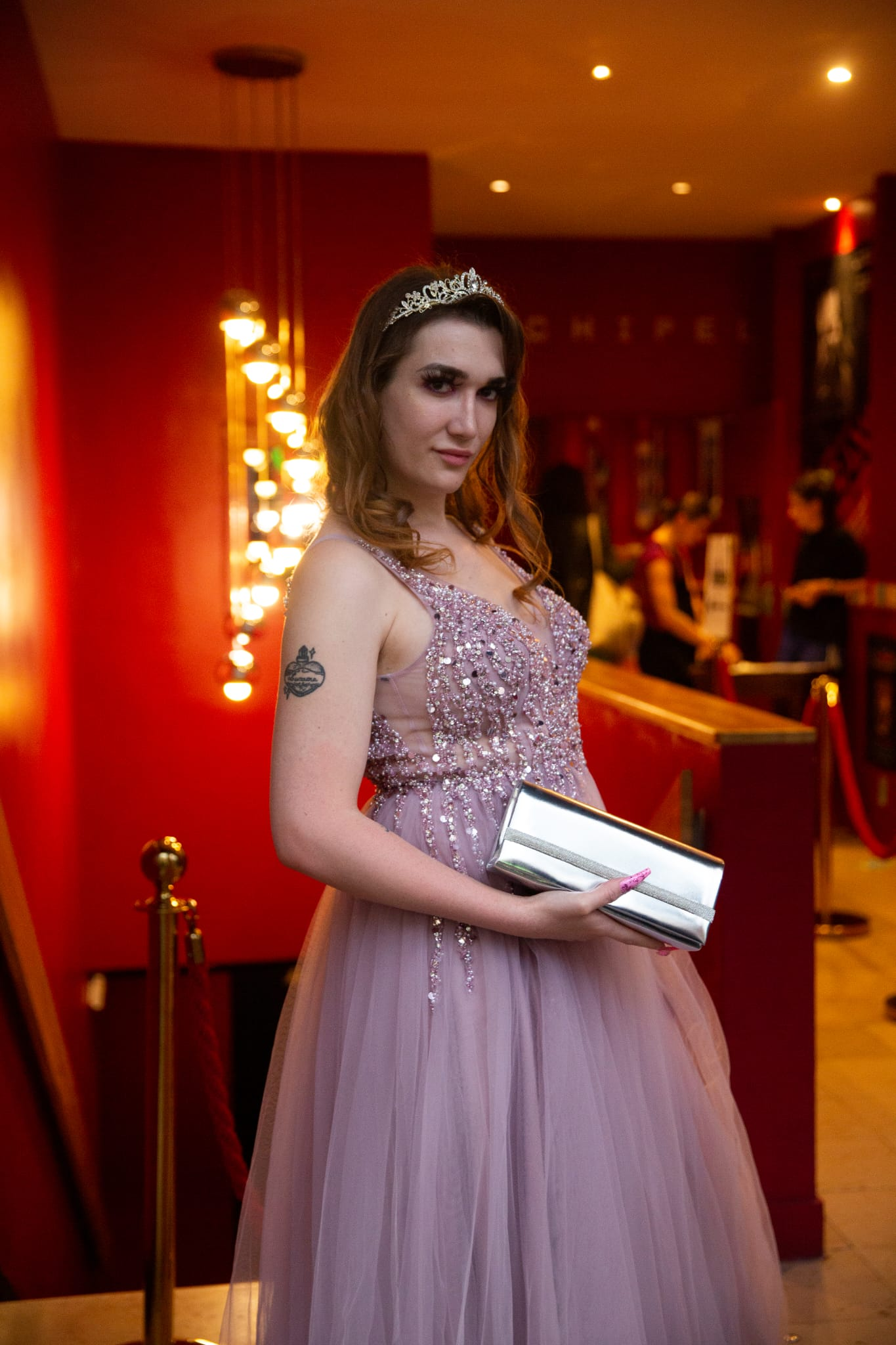
Icy Diamond lors d'une projection du film La Bite au Chocolat de Beau Papa (Paris, septembre 2022).

Icy Diamond apparaît dans le film documentaire Icy Beverly Ruby Diamond qui lui est consacré, réalisé en 2022 par Thomas Roget. Le documentaire aborde son parcours et ses combats, tout en la suivant lors de son séjour à Bruxelles pour la première de son film La Bite au Chocolat de Beau Papa, sélectionné à la 1ère édition du Brussel Porn Film Festival,. 

## Militantisme et controverses

### TPMP
Lors de la manifestation contre la réforme des retraites à Paris le 11 février 2023, Icy Diamond est victime d'une agression sexuelle pendant une action militante. La scène est filmée et rapidement la vidéo de l'agression fait le tour des réseaux sociaux, devenant virale. L'équipe de Touche pas à mon poste ! invite Icy Diamond sur le plateau en direct pour revenir sur l'agression lors de l'émission diffusée le mardi 14 février 2023. Profitant de l'espace de parole qui lui est accordé, Icy évoque la condition des femmes dans l'espace public, le machisme ordinaire et le droit du travail des travailleurs du sexe, et remet en place plusieurs chroniqueurs après avoir reçu des commentaires à caractère insultant et misogyne[source secondaire nécessaire]. Avant de quitter le plateau, Icy soulève son haut et montre sa poitrine en référence à La Liberté guidant le peuple, tableau d'Eugène Delacroix réalisé en 1830. La séquence diffusée en direct devient elle aussi virale.

### Hôtel de Ville de Paris

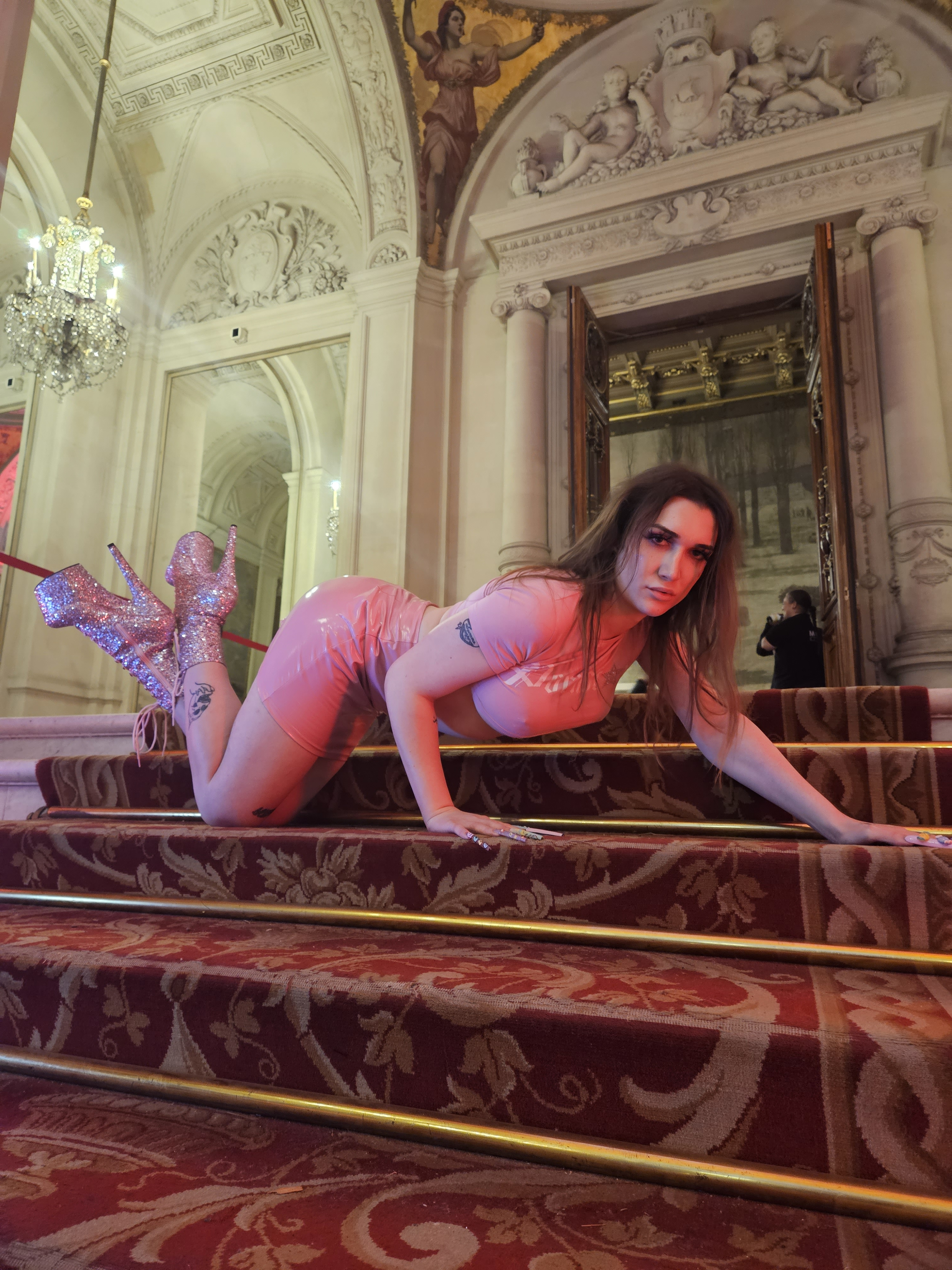
Icy Diamond sous les ors de la République (Hôtel de Ville de Paris, 2023).

Le 11 mars 2023, une soirée organisée à l'Hôtel de Ville de la Mairie de Paris est teintée de scandale après qu'Icy Diamond y a fait une action politique. Elle prend des poses suggestives dans les couloirs de l'Hôtel de Ville et poste les photos sur les réseaux sociaux afin de dénoncer la politique de répression de la France envers les travailleuses du sexe et la position de la Ville de Paris sur la question. Son action de contestation est commentée dans les médias,,,.

### "Nouvelle Marianne"
Au travers de ces deux controverses, de ses interventions sur les réseaux sociaux, à l’occasion d’une tribune publiée dans Friction Magazine ou lors de shootings photos, Icy Diamond revendique une posture de « Nouvelle Marianne », d’icône queer de la révolution contre la transmisogynie et toute forme de discrimination,. Elle détourne et se réapproprie la figure symbolique emblématique de Marianne au service de la lutte pour un pays plus inclusif. En parlant haut et fort, elle dérange l’ordre social, sa présence médiatique permet de changer le status quo.

## Filmographie
- 2021 : La Bite au Chocolat de Beau Papa d'elle-même et Thomas Roget, Icy Diamond Productions, 2021
- 2022 : Icy Beverly Ruby Diamond de Thomas Roget (film documentaire) : elle-même

## Récompenses
- 2020 : Best francophone model, Ero Awards[4]
- 2021 : Best Tube Trans, Ero Awards[5]
- 2021 : Nommée dans la catégorie "Best Non-U.S. Performer" aux Transgender Erotica Awards (The TEA Show)[6]
- 2023 : Nommée dans la catégorie "Best Non-U.S. Performer" aux XBIZ Awards[9]
- 2023 : Nommée dans la catégorie "Best Non-U.S. Performer" aux Transgender Erotica Awards (The TEA Show)[9].

## Autres apparitions médiatiques
- Travailleuse du sexe pendant le confinement à Lyon: "je ne vais pas me laisser mourir de faim". Actu.fr, article mis en ligne le 11 novembre 2020[27].
- Parapluie Rouge. Un film documentaire avec la participation de Beverly Ruby. Sur une idée originale de Mélissa Peron, 4x2 Production, Youtube. Vidéo mise en ligne le 22 juillet 2021[28].